# Józefów (Wysocko)
Józefów – część wsi Wysocko w Polsce położona w województwie mazowieckim, w powiecie szydłowieckim, w gminie Szydłowiec.
W latach 1975–1998 część wsi należała administracyjnie do województwa radomskiego.
Wierni Kościoła rzymskokatolickiego należą do parafii św. Mikołaja w Wysokiej.